# Estagira

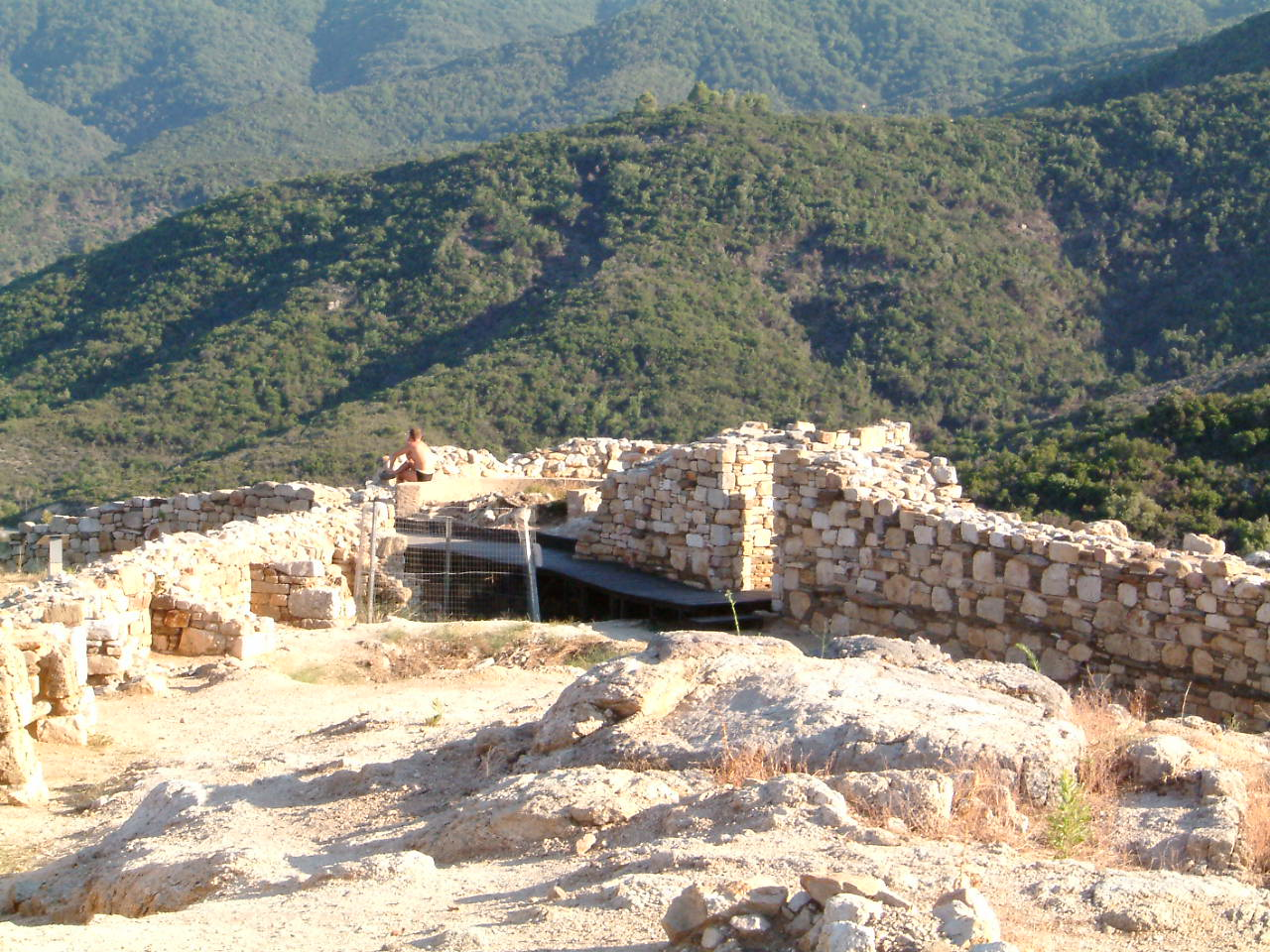
Restos da antiga muralha de Estagira

Estagira (em grego clássico: Στάγειρος; romaniz.: Stágeiros, depois Στάγειρα, Stágeira) é uma antiga cidade da Macedônia, situada hoje na Grécia, na região da Calcídica, no golfo do rio Estrimão. A cidade é particularmente conhecida por ser o local de nascimento do filósofo Aristóteles, que, por essa razão, é muitas vezes referido como "o Estagirita".
Estagira foi fundada em 656 a.C. por colonos jônicos provenientes de Andros, uma das ilhas Cíclades. Em 480 a.C. foi ocupada pelo xá Xerxes I. Mais tarde, liderada por Atenas, a cidade se junta à Liga de Delos, mas a abandona em 424 a.C., juntamente com as cidades vizinhas de Acanto, Anfípolis e Toroni, em razão de promessas feitas pelo general espartano Brásidas. Na sequência, Atenas envia o demagogo Cleón como estratego, para tomar a cidade, mas este fracassa; sua estratégia no campo de batalha e sua conduta durante o cerco da cidade foram tão ineficientes que o dramaturgo Aristófanes o satirizou na sua peça Os Cavaleiros. 
Décadas depois foi conquistada e destruída por Felipe II da Macedônia. Este, porém, para homenagear Aristóteles, preceptor de seu filho Alexandre, reconstruiu a cidade e ali reinstalou seus habitantes, que haviam sido escravizados e exilados. Na mesma ocasião a cidade foi dotada de muitos novos edifícios, incluindo um aqueduto, dois santuários dedicados a Deméter e muitas casas. 